# Jan van Eyck
Jan van Eyck (nizozemsky: [ˈjɑɱ vɑn ˈɛik]; asi před 1390, Maaseik – 9. července 1441, Bruggy) byl vlámský malíř působící v Bruggách, který byl jedním z prvních inovátorů toho, co se stalo známým jako raně nizozemské malířství, a jedním z nejvýznamnějších představitelů umění rané severské renesance. Podle Vasariho a dalších historiků umění, včetně Ernsta Gombricha, vynalezl olejomalbu, ačkoli většina nyní považuje toto tvrzení za přílišné zjednodušení.
Dochované záznamy uvádějí, že se narodil kolem roku 1380 nebo 1390 v Maaseiku (tehdy Maaseyck, odtud jeho jméno) v Limburku, který se nachází v dnešní Belgii. Kolem roku 1422, kdy již byl malířským mistrem s dílenskými pomocníky, přijal zaměstnání v Haagu jako valet de chambre Jana III. Nelítostného, vládce Holandského a Henegavského hrabství. Po Janově smrti v roce 1425 byl jmenován dvorním malířem burgundského vévody Filipa Dobrého a pracoval v Lille, než se roku 1429 přestěhoval do Brugg, kde žil až do své smrti. Filip si ho velmi vážil a posílal ho na řadu diplomatických návštěv v zahraničí, včetně Lisabonu v roce 1428, kde měl za úkol zvážit možnost uzavření manželské smlouvy mezi vévodou a Isabelou Portugalskou.
Asi 20 dochovaných obrazů je s jistotou připisováno jemu, stejně jako Gentský oltář a iluminované rukopisy Turínsko-milánských hodin, všechny datované mezi lety 1432 a 1439. Deset z nich je datováno a podepsáno variací jeho motta ALS ICH KAN (Jak já (Eyck) umím), slovní hříčkou na jeho jméno, které typicky maloval řeckými znaky.
Van Eyck maloval světské i náboženské náměty, včetně oltářních obrazů, jednopanelových náboženských postav a portrétů na zakázku. Jeho práce zahrnuje jednotlivé panely, diptychy, triptychy i polyptychové panely. Filip ho dobře platil, protože usiloval o to, aby byl finančně zajištěn a měl uměleckou svobodu, aby mohl malovat „kdykoli se mu zlíbí“. Van Eyckovo dílo vycházelo z mezinárodního gotického stylu, ale brzy jej upozadil, částečně větším důrazem na naturalismus a realismus. Dosáhl nové úrovně malířství díky svému originálnímu použití olejové barvy. Byl velmi vlivný a jeho techniky a styl převzali a zdokonalili ranní nizozemští malíři.

## Život
V písemných pramenech je Eyck poprvé doložen v roce 1422, kdy působil ve službách nizozemského hraběte Jana Bavorského, který sídlil v Haagu. Přesné datum ani místo jeho narození neznáme. Rok 1390 je orientační, město Maaseik pravděpodobné. Po smrti Jana Bavorského v roce 1425 odešel Eyck do Brugg, kde vstoupil do služeb burgundského vévody Filipa III. Dobrého. Eyck se nestal pouze jeho dvorním malířem, ale také diplomatem a vyslancem. Z vévodova pověření navštívil pravděpodobně Itálii, Portugalsko, Španělsko, Francii a Svatou zemi. Není vyloučené, že roku 1436 pobýval v Praze. Většina Eyckových cest byla považována za důvěrné, a proto se jejich cíle v účtech dvora neuvádějí. Doložená je jeho cesta do Lisabonu na podzim roku 1428. Byl členem poselstva, které dojednalo sňatek Filipa III. a Isabely Portugalské. Eyck v Lisabonu pro svého vévodu namaloval dva princezniny portréty. Zatímco poselstvo čekalo na Filipovu odpověď, navštívilo Santiago de Compostela, kde se setkalo s králem Janem II. Kastilským. V roce 1432 přesídlil Eyck natrvalo z Lille do Brugg, kde se asi o rok později oženil s Margaretou, o hodně mladší dívkou pravděpodobně šlechtického původu. Z manželství se narodily dvě děti: synovi Filipovi byl za kmotra Filip III., mladší dcera Lyevine vstoupila roku 1450 do kláštera. V roce 1435 odjel z vévodova pověření do Arrasu, kde měl portrétovat účastníky mírového kongresu. Z této cesty se dochoval portrét Niccola Albergatiho. V témže roce změnil vévoda Eyckův roční plat na doživotní rentu. Když Eyck v roce 1441 zemřel, nechal vévoda vyplatit vdově dar ve výši manželova ročního platu. Rok po Eyckově smrti získal jeho bratr Lambert povolení k exhumaci Janova těla ze hřbitova při sv. Donátu a jeho pohřbení uvnitř kostela. Eyckova dílna pokračovala pod vedením manželky a bratra Lamberta v činnosti ještě deset let. Obrazy z její produkce ale Eyckovy úrovně nedosáhly. Roku 1444 zakoupil v Bruggách obchodník Gregori pro krále Alfonse V. Aragonského Eyckův obraz sv. Jiří – důkaz respektu, který malíř požíval. V roce 1450 byl Eyckův dům v Bruggách prodán a členové jeho dílny se rozešli. Giorgio Vasari připsal roku 1550 van Eyckovi vynález olejomalby (chybně).
Jan Eyck se okrajově věnoval i malování miniatur. Mezi historiky umění existuje shoda, že je autorem několika miniatur v Turínských hodinkách, slavném rukopisu z 1. poloviny 15. století. Narození Jana Křtitele je jednou z nich. Rozhodnuta stále není otázka, zda se miniaturní malbě Eyck věnoval na počátku, nebo v konečné fázi své tvorby.

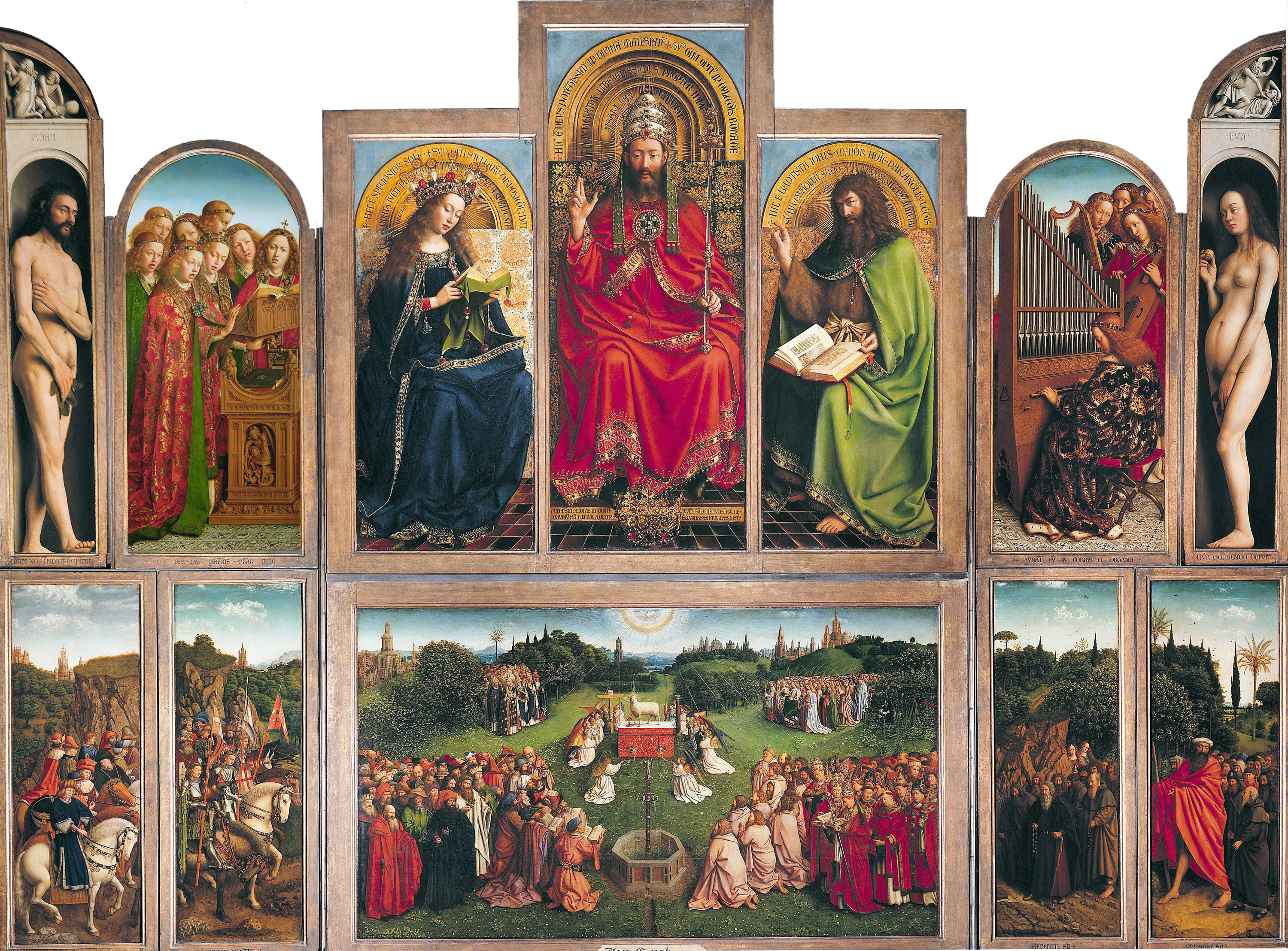
Gentský oltář, 1432

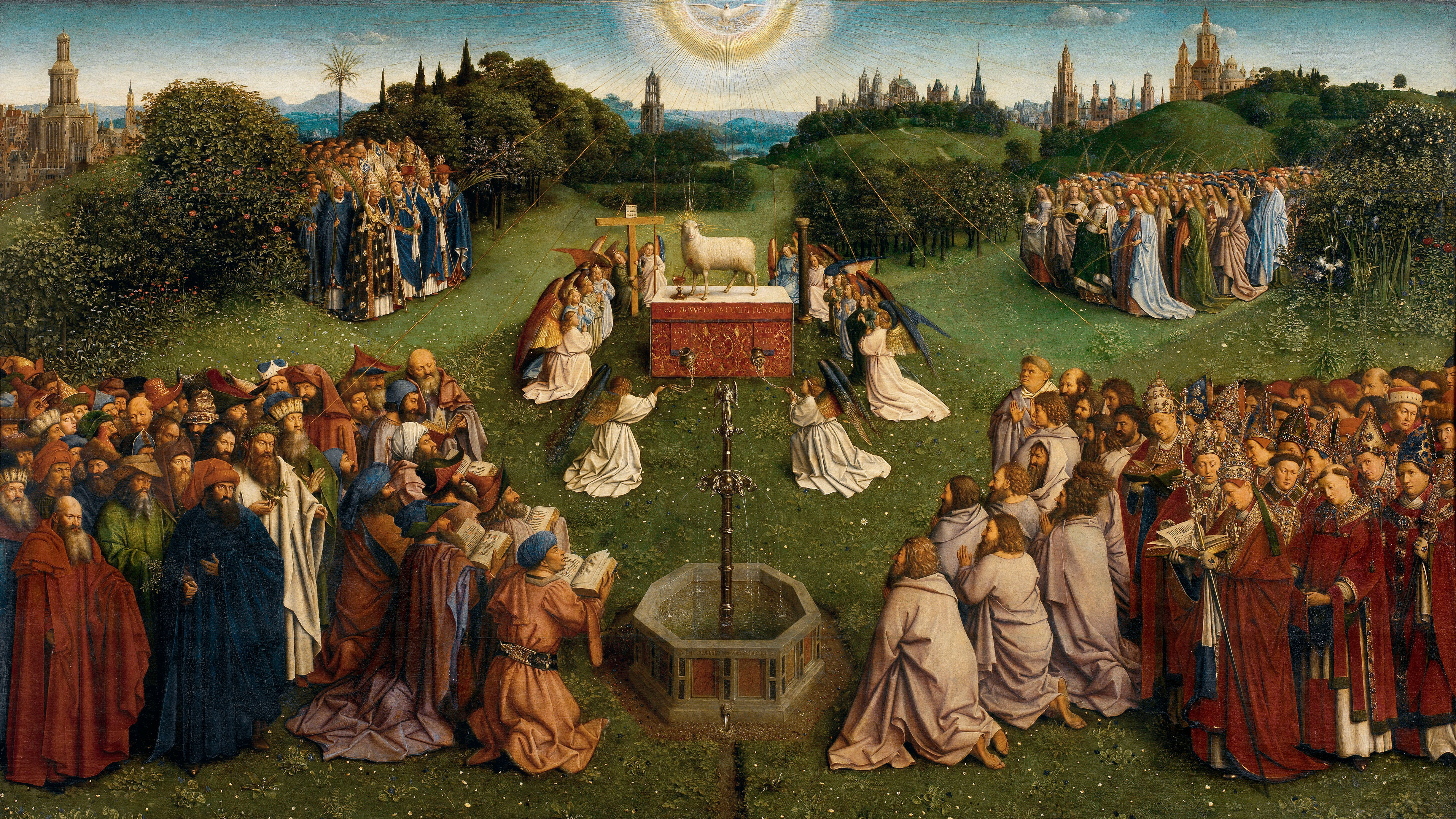
Klanění se beránkovi, deska z Gentského oltáře, 1432

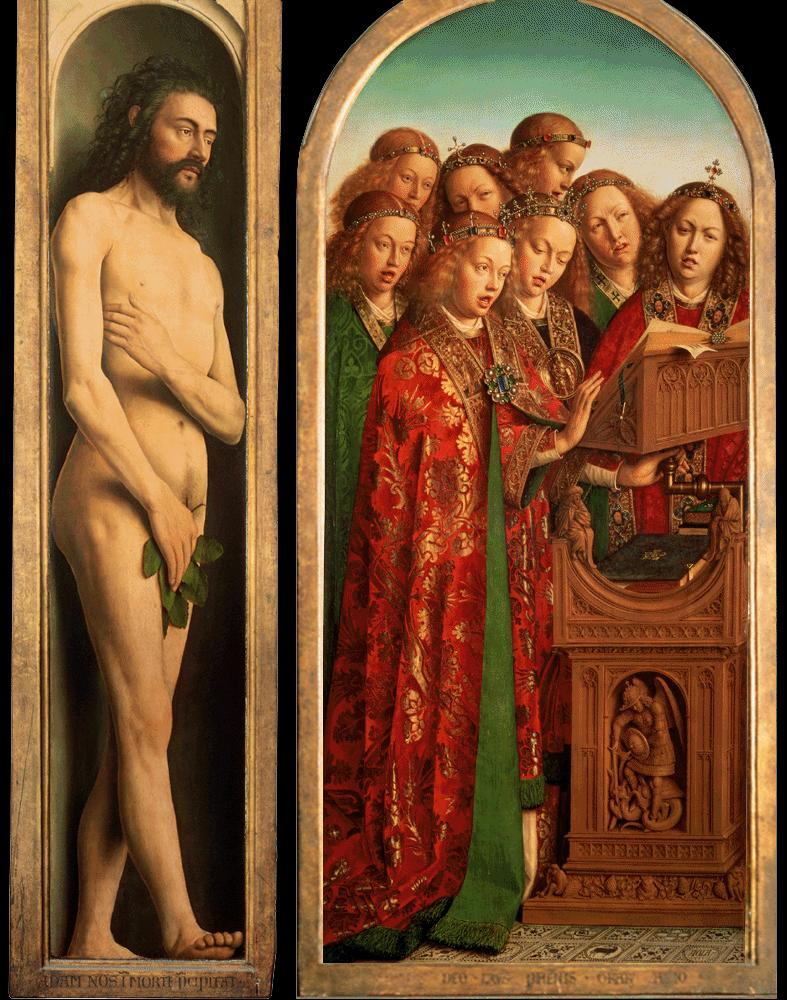
Adam a Andělský chór, deska z Gentského oltáře, 1432

## Dílo
- Gentský oltář – 1432 – katedrála Sv. Bavona, Gent. Nejrozsáhlejší Eyckovo dílo. Pracoval na něm se svým bratrem Hubertem. Dodnes není jasné, který z obou bratrů přispěl ke vzniku díla více. Má se za to, že Hubert dílo započal a Jan jej dokončil. Klanění božímu beránkovi, ústřední motiv celého oltáře, nás jakoby vtahuje do svého děje. Jeho krajina je detailně propracovaná a celá je prolita světlem (ilustruje část apokalypsy sv. Jana; hlavní motiv Klanění božímu beránkovi: mnohafigurální kompozice; oltář obklopují andělé, nad oltářem se vznáší duch svatý v podobě bílé holubice; v popředí vpravo 12 apoštolů, vlevo ti, kdo „uvěřili v Krista dříve, než přišel“ (proroci, církevní otcové, pohan Vergilius v bílém – „křesťan duchem“); nahoře vpravo průvod panen a mučednic. Oltář není celý původní. Roku 1934 byla ukradena deska znázorňující Spravedlivé soudce, která byla nahrazena kopií)[5]
- Muž v červeném turbanu – 1433 – National Gallery, Londýn (údajný autoportrét; pohled portrétovaného směřuje přímo k divákovi, což je pro pozdní gotické malířství novinkou)
- Madona kancléře Rolina – kolem 1435 – Louvre, Paříž (představuje Nicholase Rolina, kancléře Filipa III. Dobrého, jenž klečí před madonou a Ježíškem; zobrazení setkání světské osoby se svatými postavami je neobvyklé; religiózní tematika, ale za románskými okny výhled na město a krajinu)
- Svatba manželů Arnolfiniových – 1434 – National Gallery, Londýn. (Jde o původně nepojmenovaný dvojportrét. Skoro každý detail na obraze má symbolický význam, např. ovoce na parapetu (plodnost, vyhnání z ráje), psík (věrnost, láska), botky (posvátnost manželství) atd. Jan van Eyck na něm vzdal hold lidské vzájemnosti. Novomanželé vyzařují něhou, odpovědností a vzájemnou úctou. Dílem samo o sobě je zrcadlo, na němž je zachycen jak autorův titěrný autoportrét, tak i čtvrtá osoba, která byla možná dalším oficiálním svědkem svatebního obřadu. Atmosféra připomíná obrazy s religiózní tematikou, neboť portrét zveličuje hlavní hrdiny a glorifikuje svátost manželství, současně realisticky ztvárňuje typický ceremoniál v té době; jediná svíce na lustru symbolizuje všudypřítomnost Boha; pes stojící u nohou manželů symbolizuje věrnost a oddanost. Podle posledních výzkumů má obraz pamětní funkci. Jsou na něm vyobrazeni Giovanni di Nicolao Arnolfini a jeho manželka Constanza Trenta, příbuzná rodiny Medicejských. Svatbu slavili v roce 1426, Trenta zemřela roku 1433. Obraz byl zřejmě objednán k prvnímu výročí jejího úmrtí)[6]
- Portrét Giovanni di Nicolao Arnofiniho – kolem 1438 – Staatliche Museen Berlin, Gemäldegalerie, Berlín (Giovanni Arnolfini byl kupec z Luccy, který se usadil v Bruggách, Filip III. Dobrý ho jmenoval svým rádcem; na jeho dvoře se Giovanni seznámil s Janem van Eyckem, který ho portrétoval s jeho manželkou Constanzou Trentou)
- Kardinál Niccolò Albergati – 1438 – Vídeň, Kunsthistorisches Museum (Albergati byl kardinál, vyslaný papežem na mírový kongres do Arrasu v roce 1435. Zde si Eyck jeho portrét naskicoval a o tři roky později vytvořil olejomalbu. Skica je uložena v galerii v Drážďanech)
- Madona z Luccy – kolem 1435 – Städelsches Kunstinstitut, Frankfurt nad Mohanem (religiózní téma Panny Marie s děťátkem zlidšťuje prostá situace kojení)
- Madona kanovníka van der Paele – 1434–1436 – Brugy, Groeningemuseum (název dle zadavatele obrazu, jenž v bílém klečí před Pannou Marií a Ježíškem; scéna se odehrává v apsidě románského kostela, zachyceno v přiblížení, což posiluje intimitu okamžiku; statičnost postav; vlevo stojí sv. Donát, vpravo sv. Jiří)

## Galerie

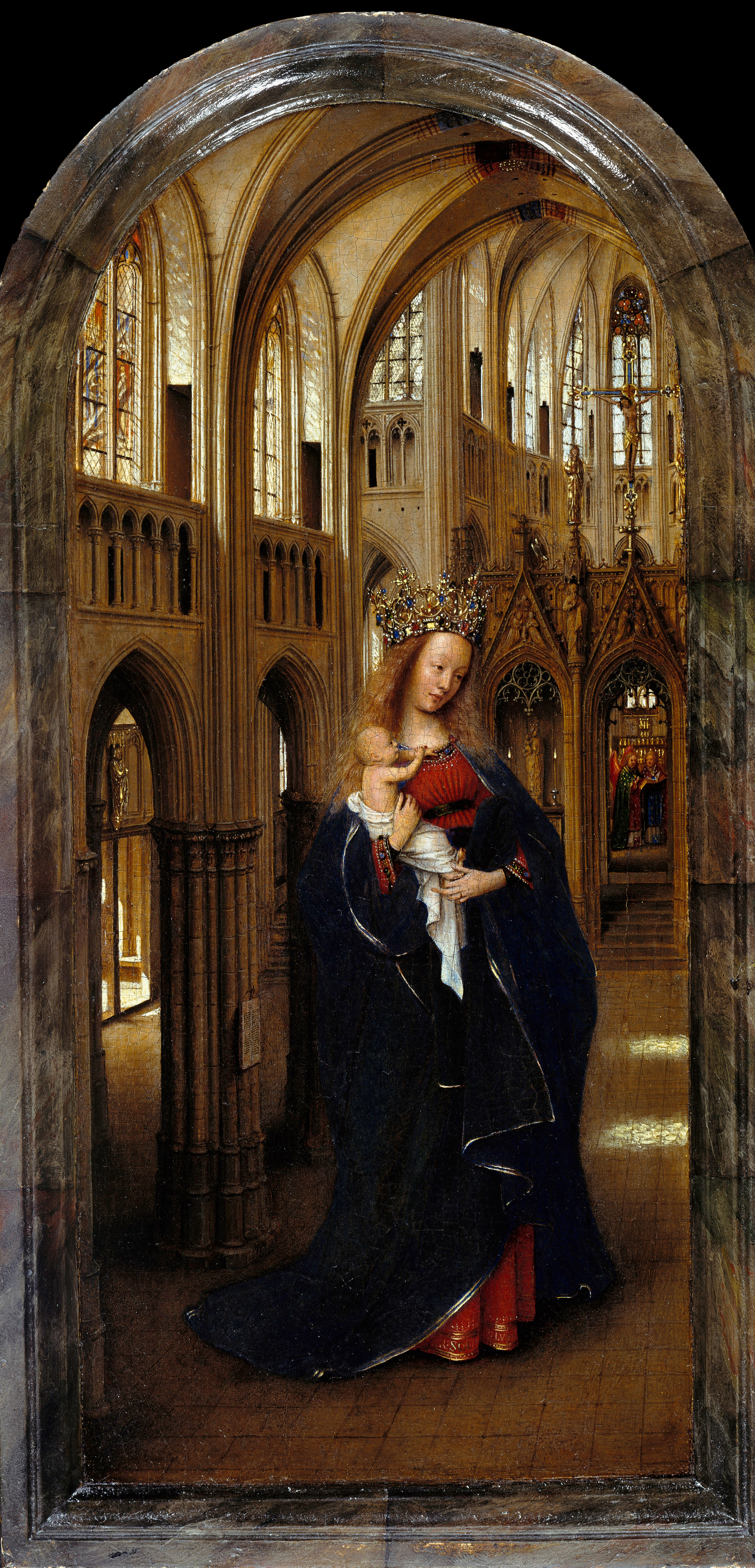
Madona v kostele, kolem 1438, Berlín, Staatliche Museen zu Berlin – Preussischer Kulturbesitz, Gemäldegalerie
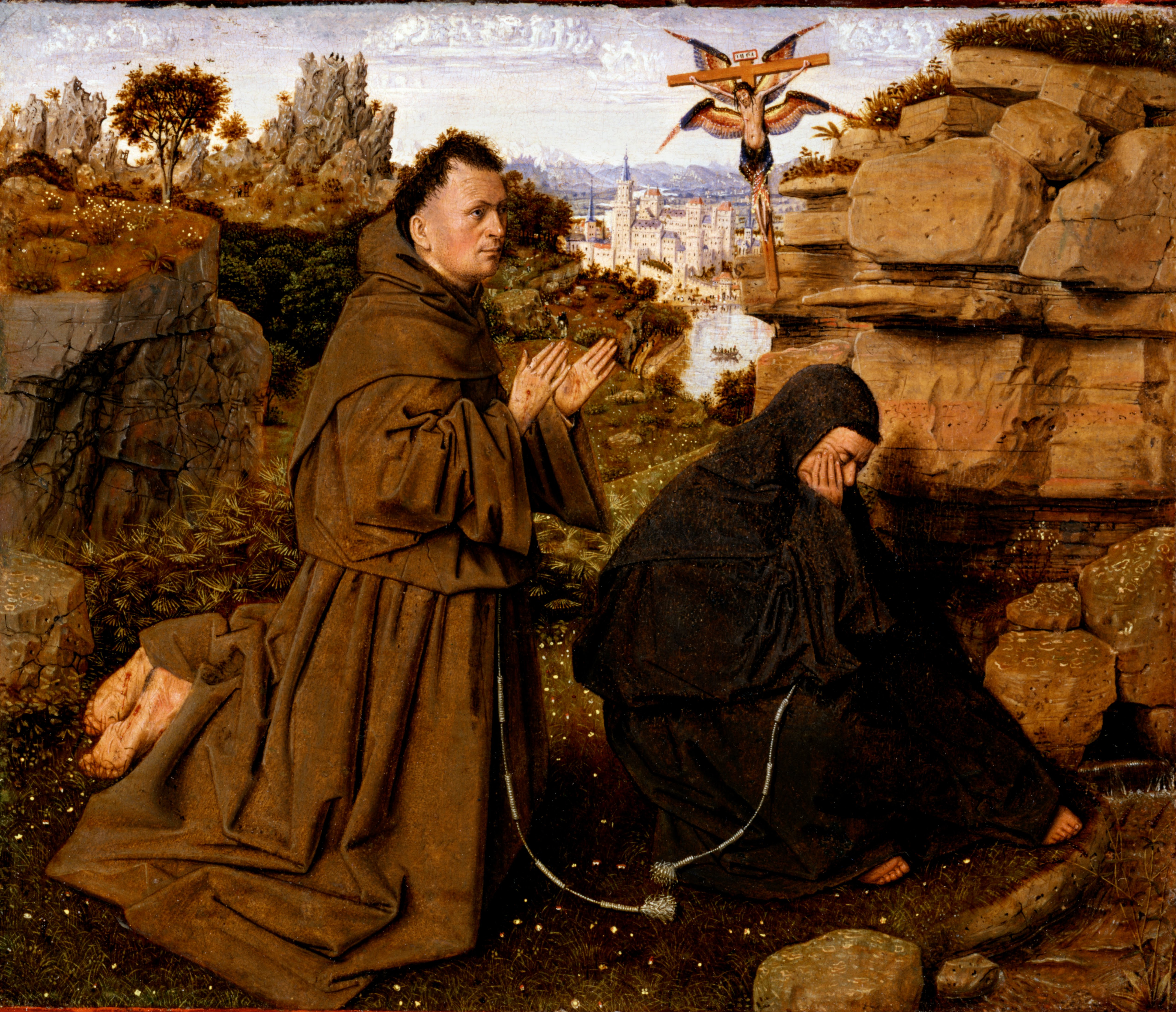
Stigmatizace sv. Františka, kolem 1440, Turín, Galleria Sabauda
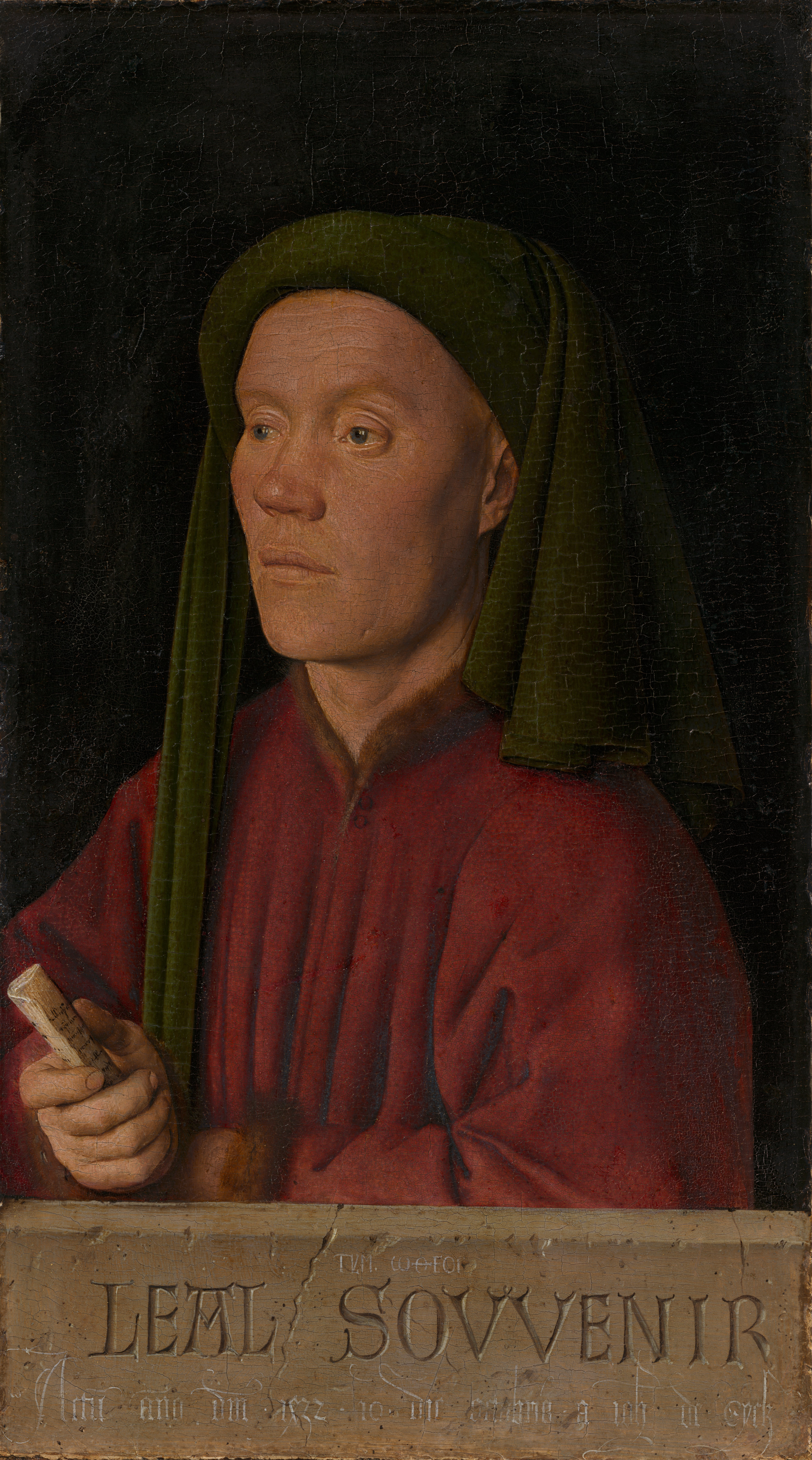
Timotheus, snad Gilles Binchois, 1432, Londýn, The National Gallery
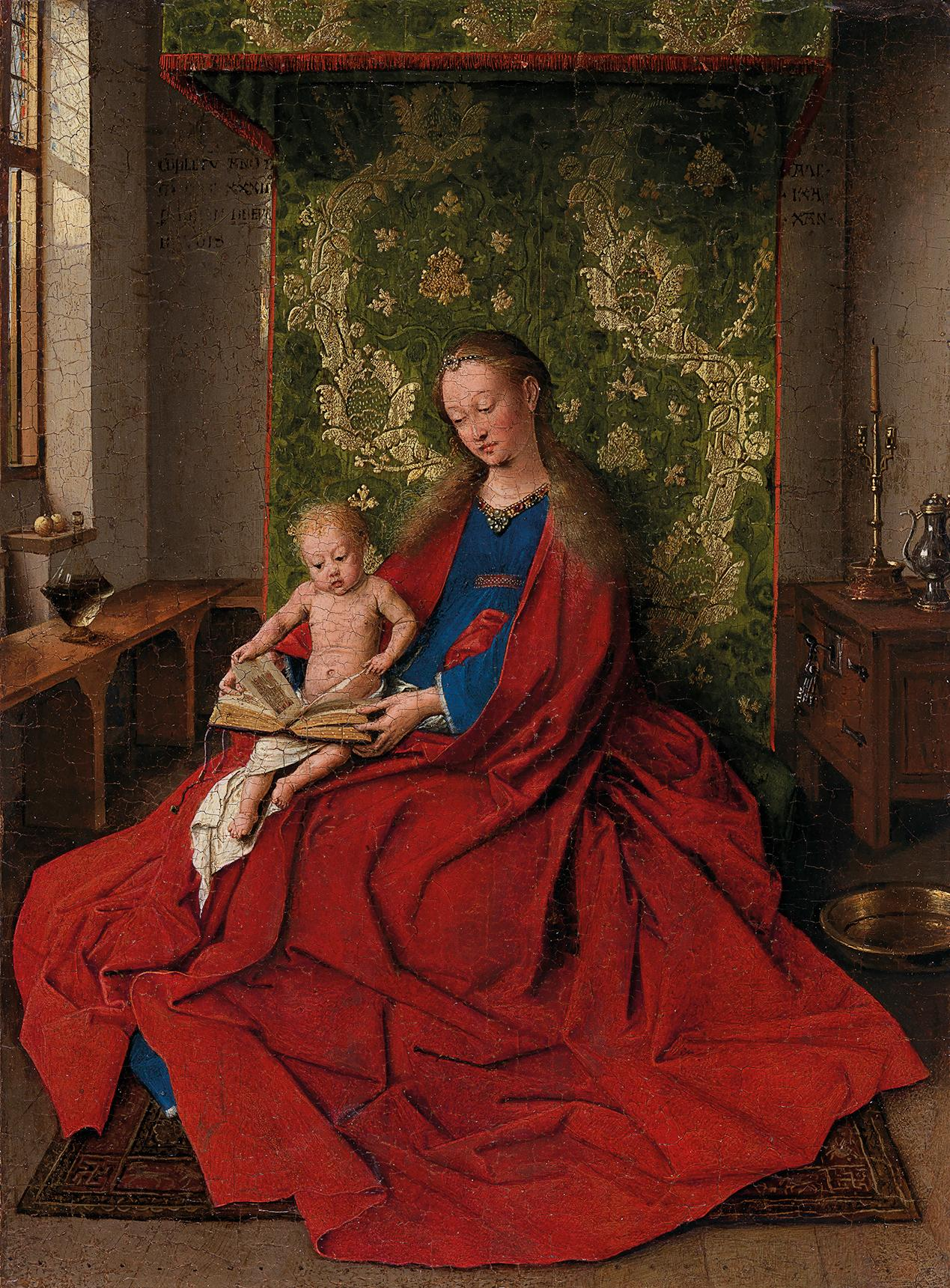
Madona se čtoucím dítětem, po 1433, Melbourne, National Gallery of Victoria
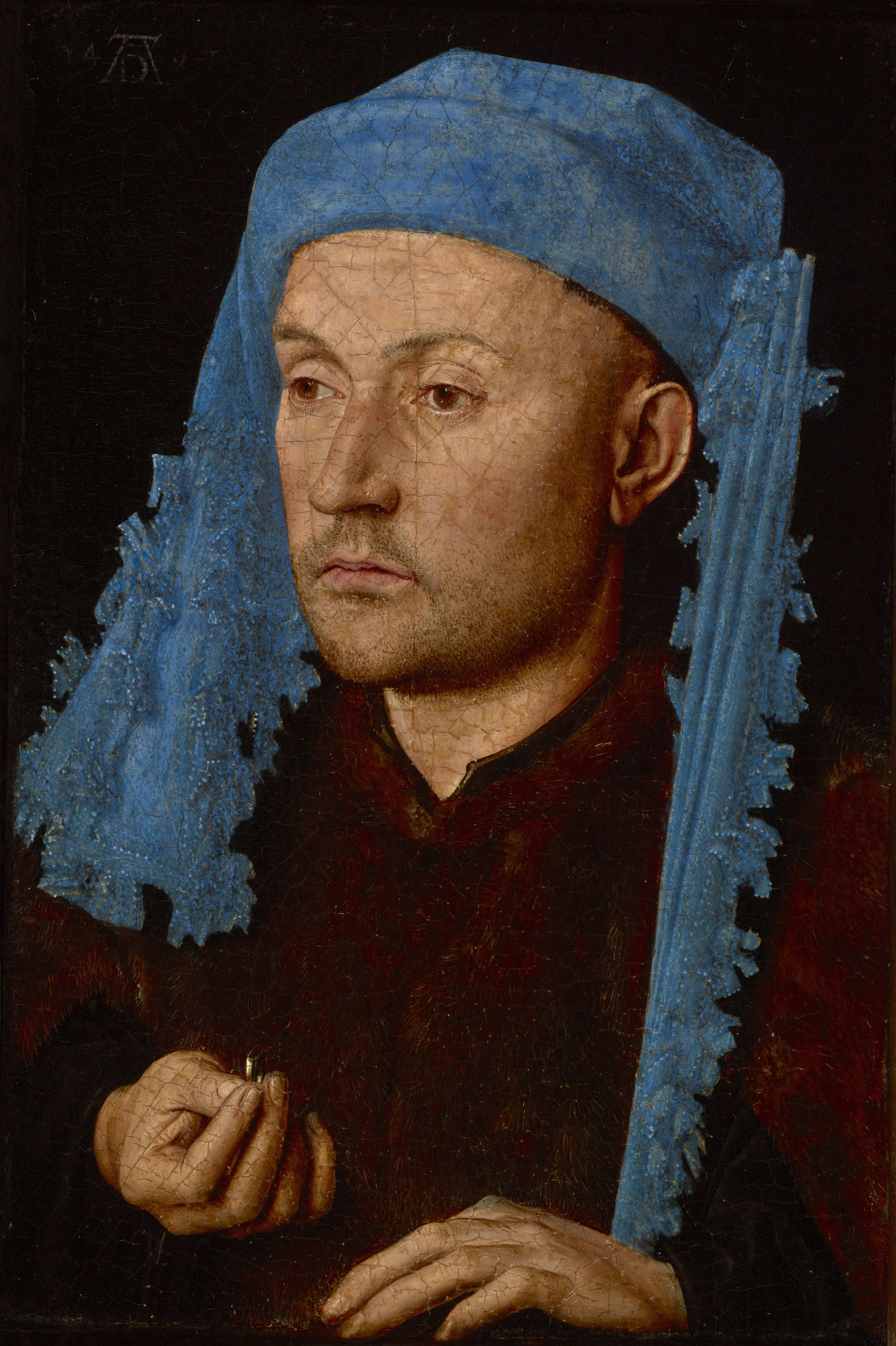
Muž v modrém turbanu, kolem 1430, Bukurešť, Muzeul National de Arta al Românei
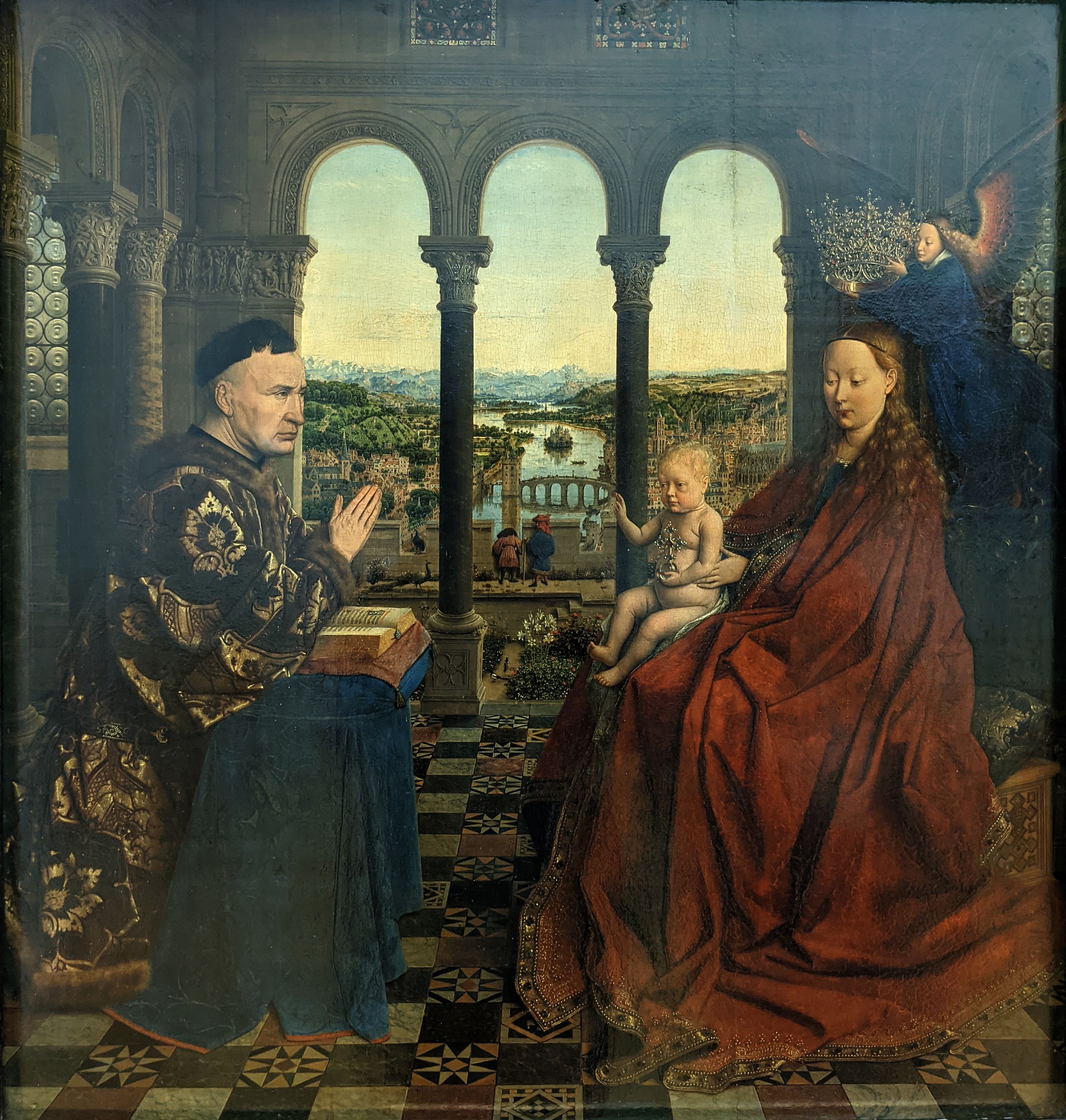
Madona kancléře Rolina, kolem 1435, Paříž, Musée du Louvre
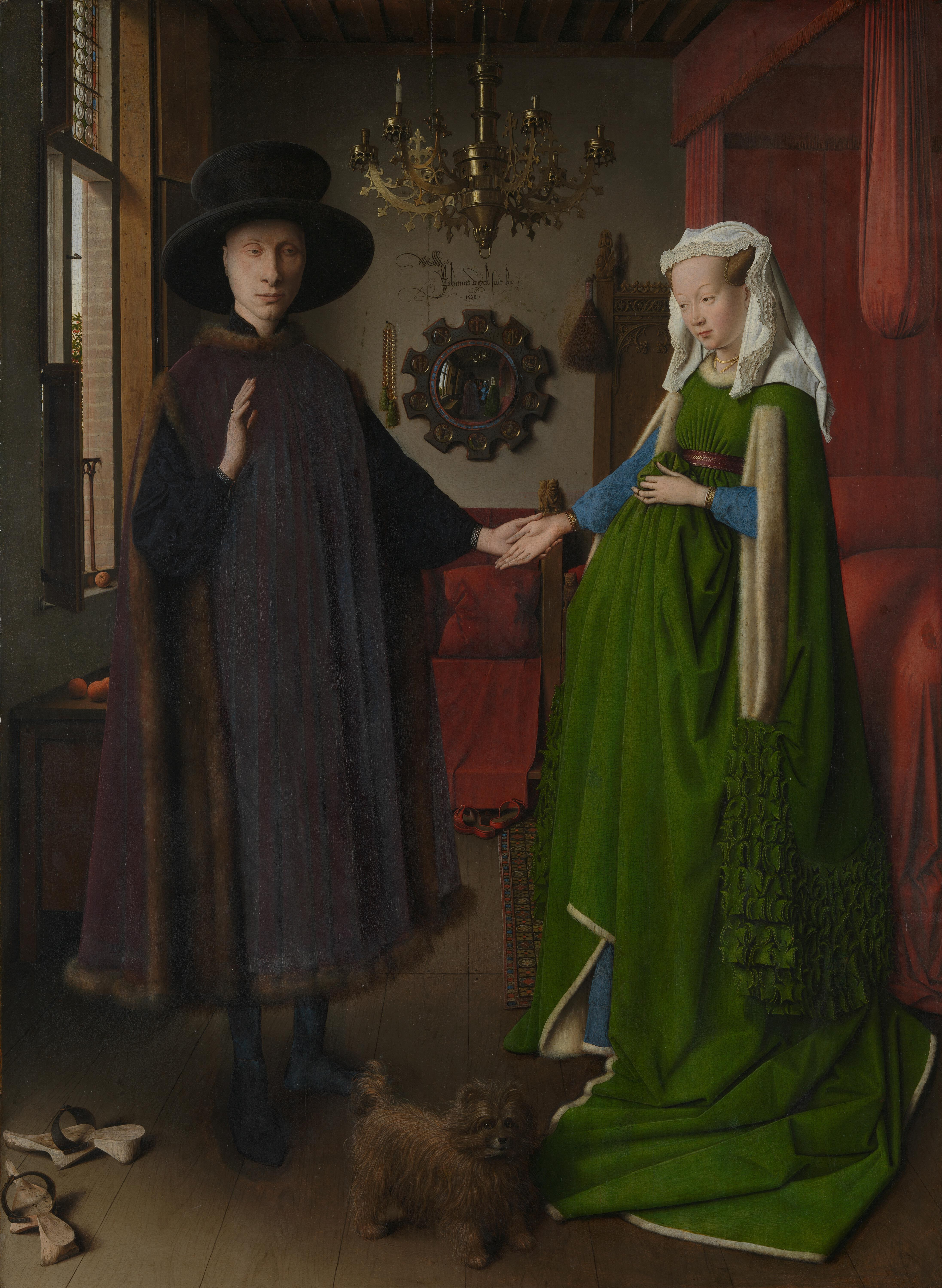
Svatba manželů Arnolfiniových, 1434, Londýn, The National Gallery
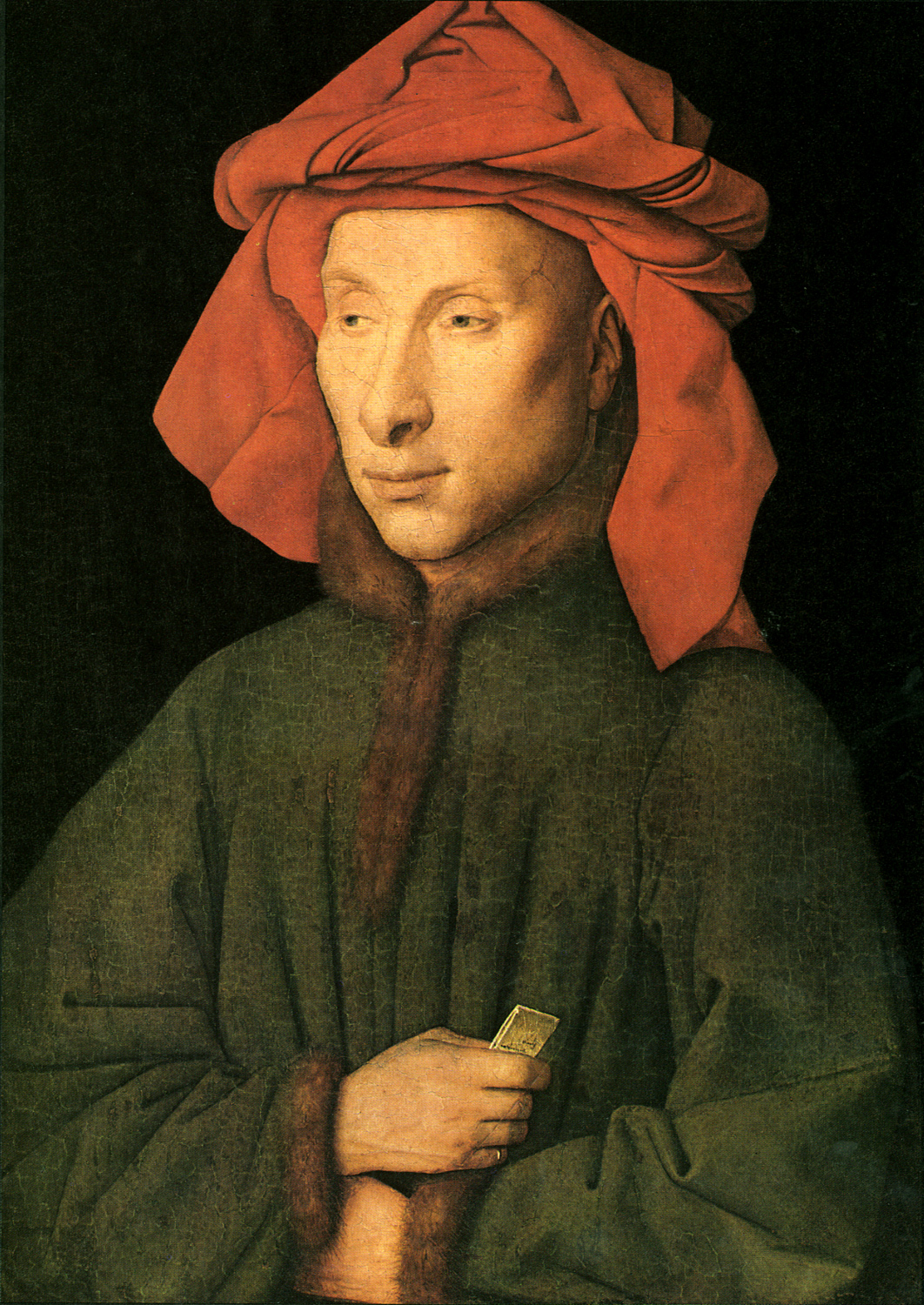
Portrét Giovanni di Nicolao Arnolfiniho, kolem 1438, Berlín, Staatliche Museen zu Berlin, Gemäldegalerie
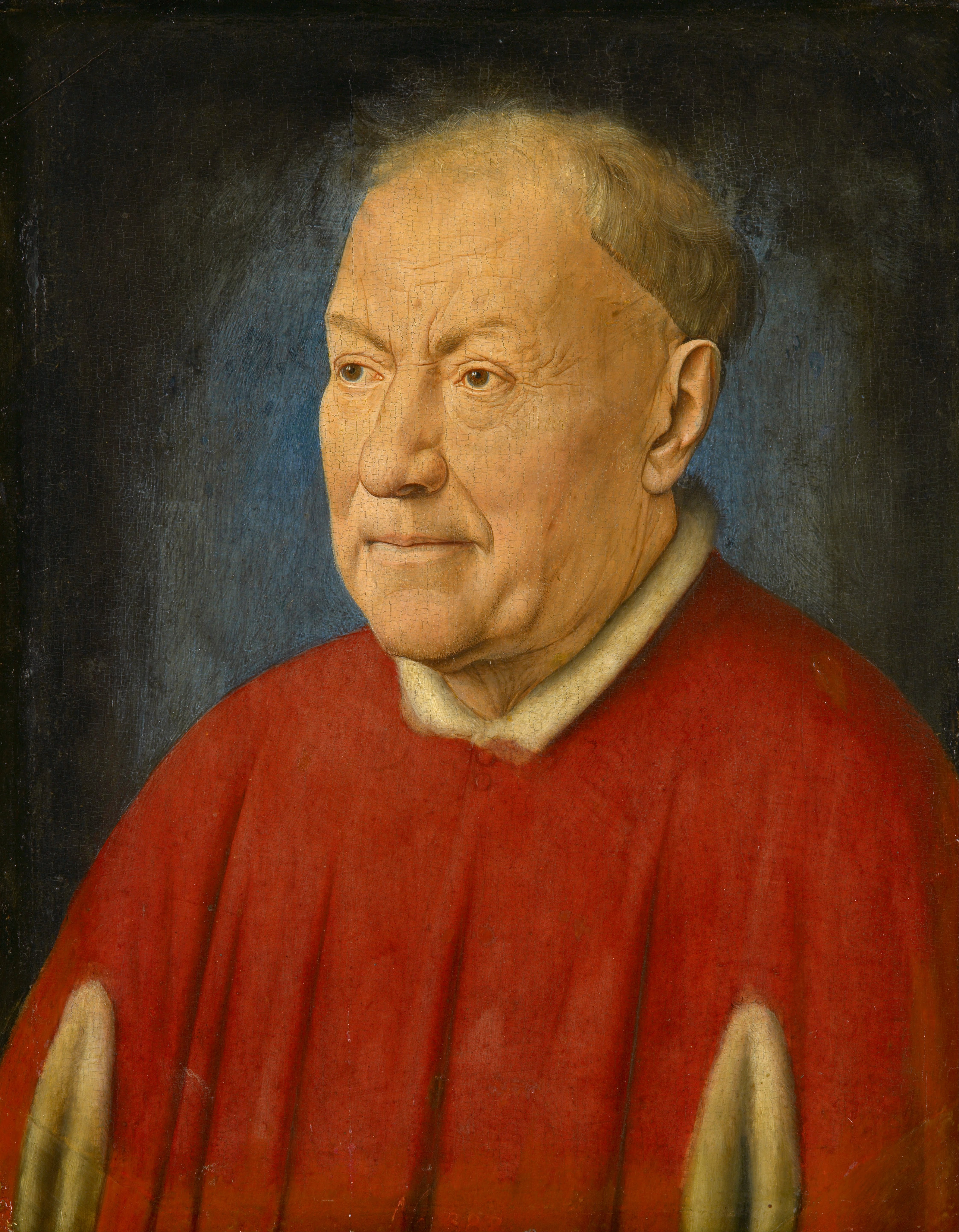
Portrét Niccolò Albergatiho, Vídeň, Kunsthistorische Museum, Gemäldegalerie
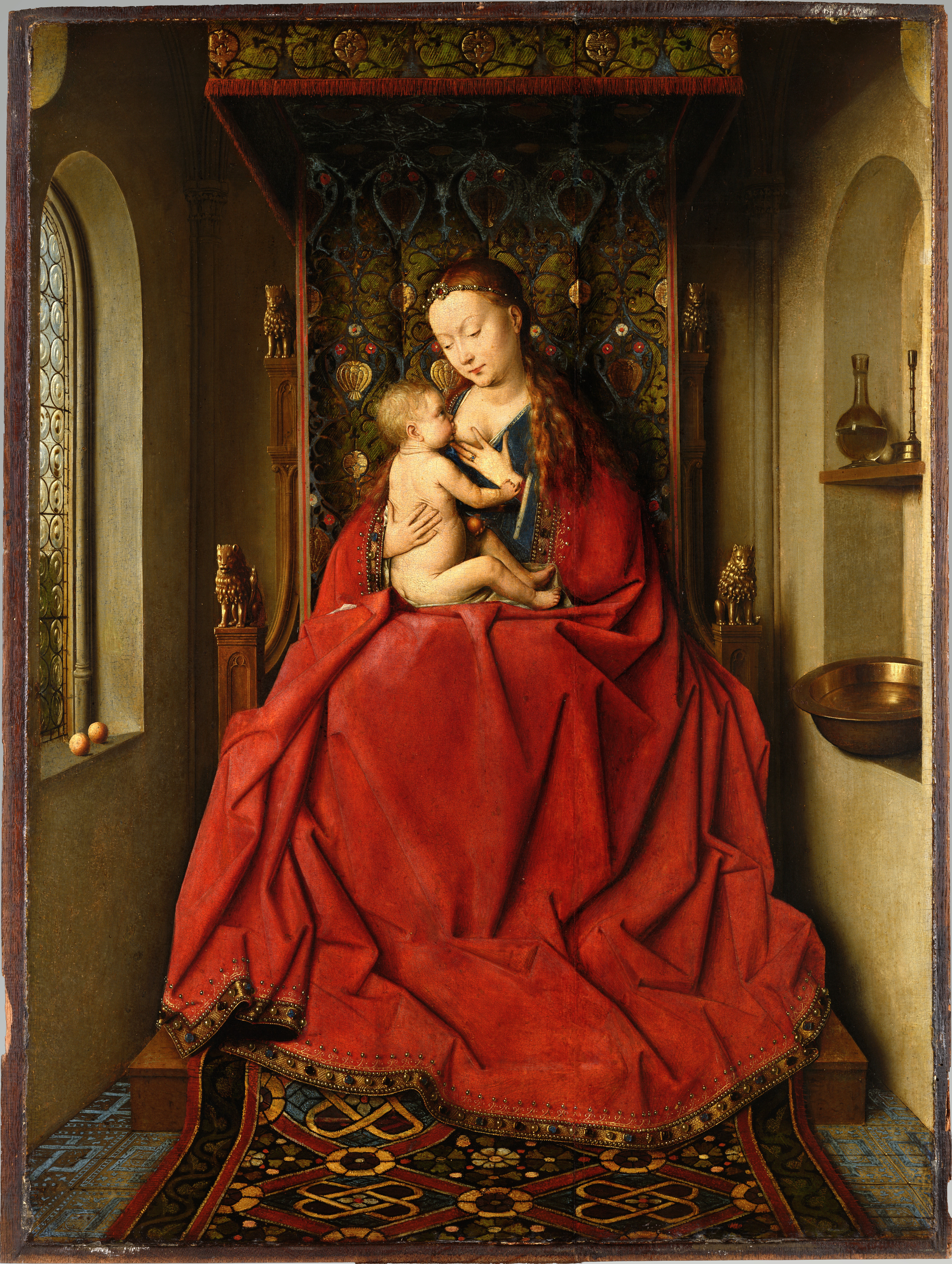
Madona z Luccy, kolem 1435, Frankfurt nad Mohanem, Städelsches Kunstinstitut und Städtische Galerie
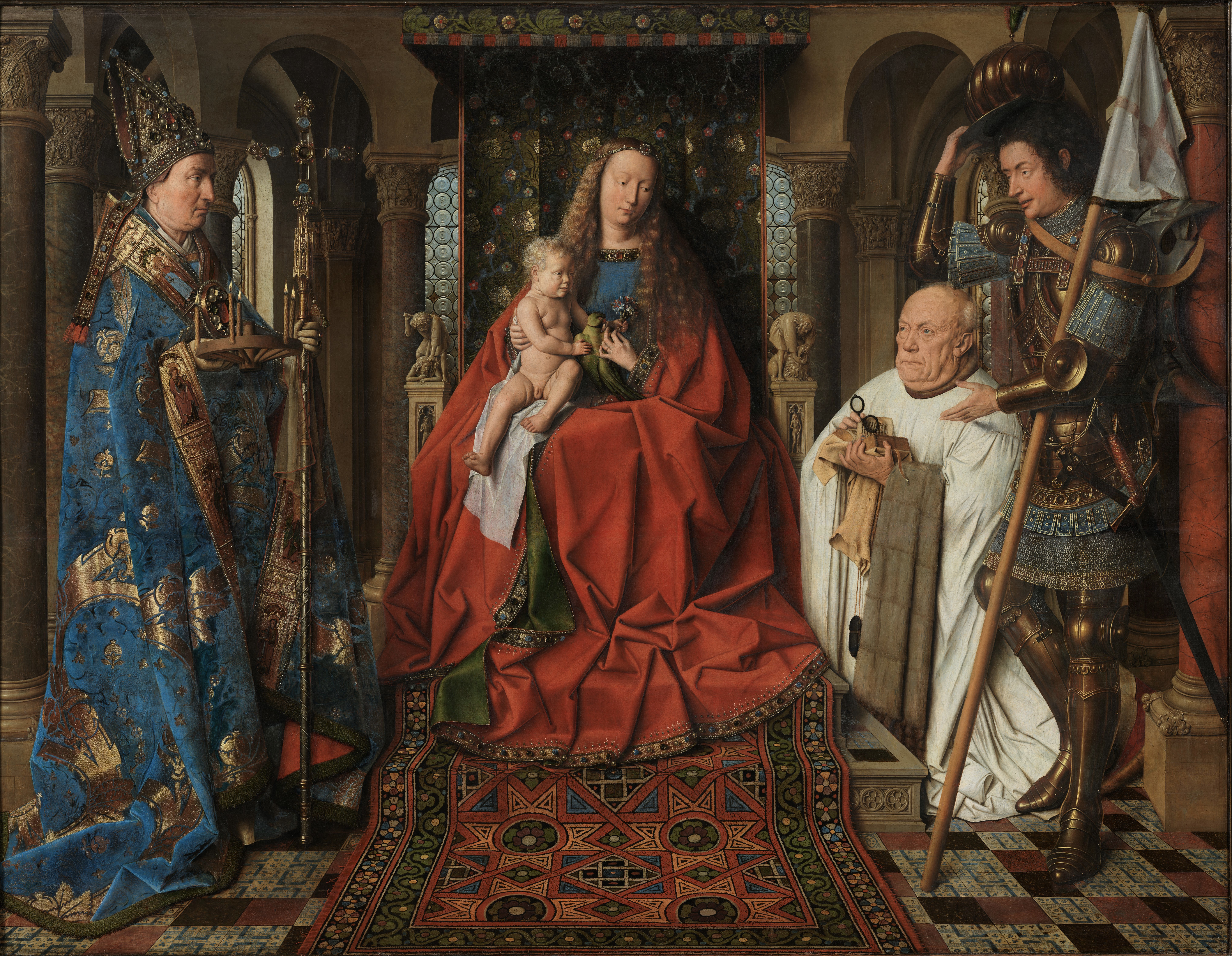
Madona kanovníka van der Paele, 1434–1436, Bruggy, Groeningemuseum
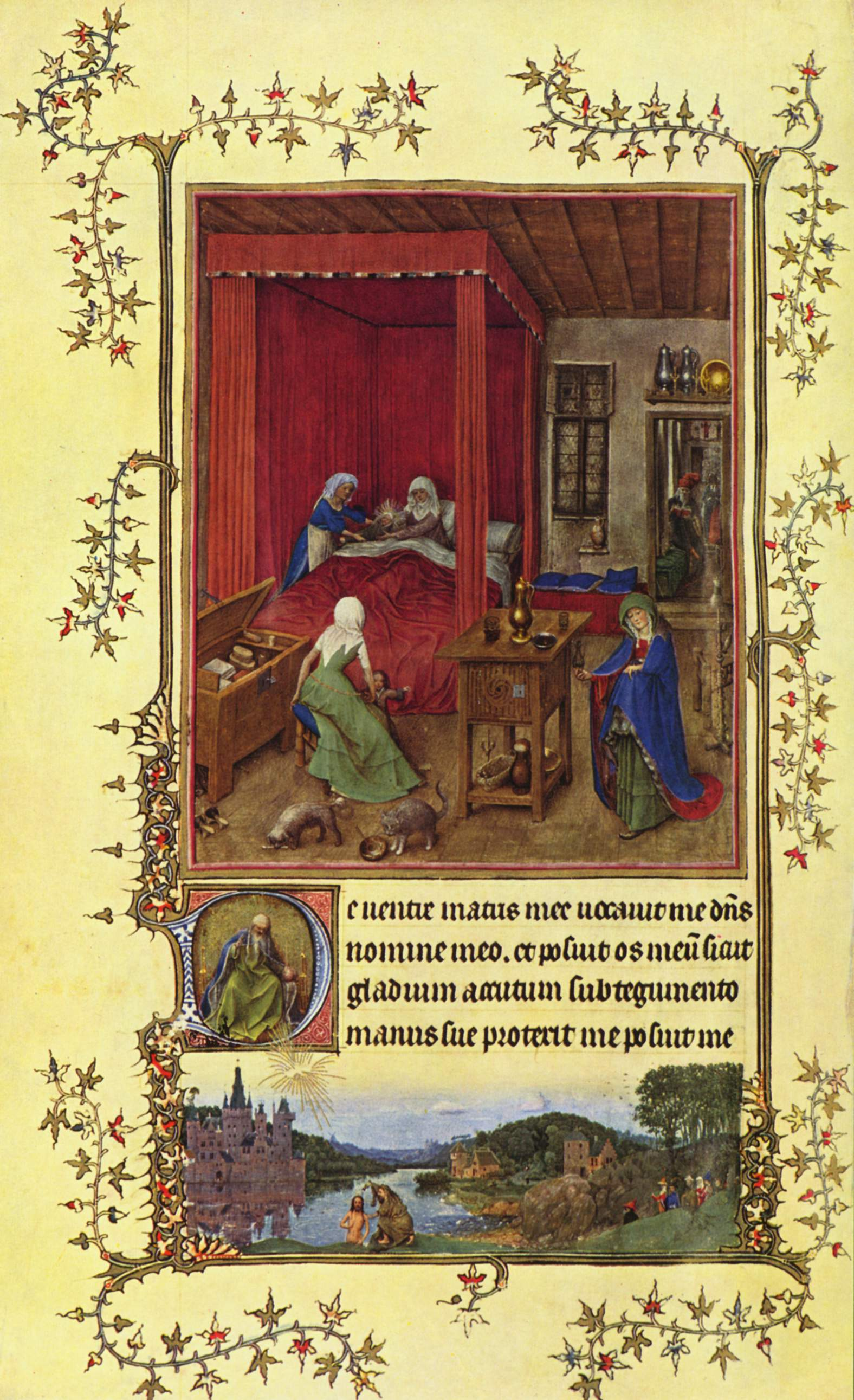
Narození Jana Křtitele/Pokřtění Krista, 1422–1424 nebo 1435–1440, miniatura z Turínských hodinek, Turín, Museo civico